# Les (film)
Les (Лес) è un film del 1980 diretto da Vladimir Jakovlevič Motyl'.

## Trama
Il film racconta l'anziana signora Gurmyžskaja, che vive in provincia. All'improvviso, un nipote viene da lei e Gurmyzhskaya inizia a flirtare con lui.